# Muninn (Raumfahrtmission)
Muninn war eine Raumfahrtmission der Europäischen Weltraumorganisation (ESA), bei der sich der schwedische Astronaut Marcus Wandt etwa zwei Wochen lang an Bord der Internationalen Raumstation (ISS) aufhielt.

## Name und Emblem
Der Name der Mission stammt aus der nordischen Mythologie, in der der Gott Odin zwei Raben als Begleiter hat: Hugin und Munin. Zusammengenommen stellen sie den menschlichen Geist dar, dabei ist Hugin das Denken und Munin die Erinnerung. Beide sind Berater Odins, die nach ihren Flügen dem Gott Bericht erstatten. In Referenz an das namensgebende Paar führte die ESA zwei parallele Raumfahrt-Missionen durch, Huginn des Dänen Andreas Mogensen und Muninn. Mogensen sieht in den Flügen der Raben Parallelen zur bemannten Raumfahrt, in der Astronauten in den Weltraum fliegen und diese Erkenntnisse zur Erde zurückbringen.
Das Emblem der Mission Muninn ist in Anlehnung an die schwedische Flagge in blau und gelb gehalten. Es stellt den Raben Munin dar, der über die Erde gleitet, auf einem blauen Kreis ist eine schematische Darstellung der Umrisse Schwedens abgebildet. Zwei weiße Streifen neben dem oberen Flügel stellen die Solarpaneele der Raumstation dar. Linien, die dem unteren Flügel des Rabens entspringen, sollen den Überschallknall eines Flugzeuges symbolisieren, eine Referenz auf Wandts Tätigkeit als Testpilot der schwedischen Luftwaffe. Eine Raute aus Sternen formt ein Zeichen der Wikinger für Schutz.

## Vorbereitung
Im November 2022 wurde Wandt in die Reserve des Europäischen Astronautenkorps berufen. Die ESA und die schwedische Raumfahrtagentur benannten Wandt im Juni 2023 als Besatzung eines von dem Privatunternehmen Axiom Space organisierten Raumflugs zur Internationalen Raumstation. Erstmals nutzte die ESA damit ein kommerzielles Angebot für bemannte Raumflüge. Seit dem 1. Juni 2023 ist Wandt als sogenannter Projekt-Astronaut aktives Mitglied des Astronautenkorps. Wandts Mission fand während der Mission Huginn des dänischen Astronauten Andreas Mogensen statt.
Im Juli 2023 nahm Wandt sein Training in Houston auf. Die ESA gab im September 2023 bekannt, dass er als Missionsspezialist Teil der Besatzung des Flugs Axiom Mission 3 sein werde. Die anderen Besatzungsmitglieder waren Michael López-Alegría (Kommandant), Walter Villadei (Pilot) und Alper Gezeravcı (Missionsspezialist). Wandt ist damit der erste ESA-Astronaut, der für einen Raumflug eines Privatunternehmens eingeteilt wurde. Der Italiener Walter Villadei war trotz der Mitgliedschaft Italiens in der ESA kein ESA-Astronaut.
Die Ausbildung für die Mission fand in den USA, in Kanada, in Japan und in Europa statt.

## Missionsverlauf
Der Flug Axiom Mission 3 startete am 18. Januar 2024 um 21:49 Uhr UTC vom NASA-Weltraumbahnhof Kennedy Space Center. Am 9. Februar endete er mit einer Wasserung im Atlantik.